# Andria Balantschiwadse
Andria Balantschiwadse (georgisch ანდრია ბალანჩივაძე; auch Andrei Balantschiwadse; * 19. Maijul. / 1. Juni 1906greg. in Sankt Petersburg; † 28. April 1992 in Tiflis) war ein georgischer Komponist.
Der Sohn des Komponisten Meliton Balantschiwadse und Bruder von George Balanchine studierte bis 1926 in Tiflis bei Nikolai Tscherepnin und Michail Ippolitow-Iwanow und danach am Leningrader Konservatorium Komposition bei Alexander Schitomirski und Klavier bei Marija Judina. Seit 1935 unterrichtete er am Konservatorium Tiflis.
Balantschiwadse komponierte zwei Opern (Mzia, 1949 und Okros korcineba (Die goldene Hochzeit), 1970), zwei Sinfonien, drei Klavierkonzerte, Chöre und Lieder sowie Film- und Bühnenmusiken.